# Hugues de Varine
Hugues de Varine (Metz, 3 novembre 1935) è un archeologo, storico e museologo francese.
Dopo aver conseguito gli studi in archeologia e storia ha intrapreso numerosi viaggi nei paesi arabi. A Beirut ha creato un centro di documentazione culturale.
È stato uno dei protagonisti del movimento della  Nuova Museologia, ha diretto l'International Council of Museums (ICOM) dal 1965 al 1976 ed è stato, con Georges Henri Rivière, uno dei padri fondatori degli ecomusei. In seguito, si è occupato soprattutto di sviluppo locale, intrecciando strettamente la riflessione teorica con un'intensa esperienza professionale.